# King's Disease III
King's Disease III è il quindicesimo album album in studio dal rapper statunitense Nas, pubblicato l'11 novembre 2022 attraverso l'etichetta discografica Mass Appeal.
Il progetto è il terzo della saga è un sequel agli album King's Disease del 2020 e King's Disease II del 2021 e come i due precedenti è stato prodotto interamente da Hit-Boy.
L'album è stato nominato ai Grammy Awards 2024 nella categoria di miglior album rap.

## Tracce
1. Ghetto Reporter – 2:37
2. Legit – 3:23
3. Thun – 3:26
4. Michael & Quincy – 2:48
5. 30 – 2:19
6. Hood2Hood – 3:01
7. Recession Proof – 3:04
8. Reminisce – 3:33
9. Serious Interlude – 2:59
10. I'm on Fire – 2:30
11. WTF SMH – 3:49
12. Once a Man, Twice a Child – 4:00
13. Get Light – 2:53
14. First Time – 2:45
15. Beef – 3:05
16. Don't Shoot – 2:32
17. Til' My Last Breath (bonus track) – 3:10